# Велика Чернеччина
Вели́ка Черне́ччина — село в Україні, у Сумській міській громаді Сумського району Сумської області. Населення становить 2639 осіб. Колишній орган місцевого самоврядування — Великочернеччинська сільська рада.

## Географія
Село Велика Чернеччина знаходиться на лівому березі річки Псел, вище за течією на відстані 2 км розташоване село Вільшанка, нижче за течією на відстані 0,5 км розташоване село Липняк, на протилежному березі — село Пушкарівка. Річка в цьому місці звивиста, утворює лимани і заболочені озера (озеро Прірва). Через село проходить автомобільна дорога Т 1901.

## Населення

### Мова
Розподіл населення за рідною мовою за даними перепису 2001 року:
| Мова       | Кількість | Відсоток |
| ---------- | --------- | -------- |
| українська | 2539      | 96.21%   |
| російська  | 99        | 3.75%    |
| вірменська | 1         | 0.04%    |
| Усього     | 2639      | 100%     |

## Історія
Заснована Велика Чернеччина в 1672 році. Спочатку вона належала ченцям (чернці), звідси і назва. Велика Чернеччина стала називатися на відміну від Малої Чернеччина, до початку XIX в. колишній хутір Чернеччина. Важкий феодальний гніт сумського Успенського монастиря став в 1767 р. причиною втечі з села 35 сімейств. При затриманні втікачі надали військовій команді опір.
За даними на 1864 рік у власницькій слободі Стецьківської волості Сумського повіту Харківської губернії мешкало 1518 осіб (731 чоловічої статі та 787 — жіночої), налічувалось 203 дворових господарства, існували православна церква та паперова фабрика.
Станом на 1914 рік село було центром окремої, Чернеччанської волості, кількість мешканців зросла до 4470 осіб.
З 1917 — у складі УНР.
Село постраждало внаслідок геноциду українського народу, проведеного окупаційним урядом СРСР 1932—1933 та 1946—1947. У 2000-их роках при цвинтарній брамі села встановлено пам'ятний хрест на честь закатованих голодом односельців.
У 1978 році зданий в експлуатацію молочнотоварний комплекс на 1000 голів худоби і введена в дію осушувально-зрошувальна система.
12 червня 2020 року, відповідно до розпорядження Кабінету Міністрів України № 723-р «Про визначення адміністративних центрів та затвердження територій територіальних громад Сумської області», село увійшло до складу Сумської міської громади.
19 липня 2020 року, в результаті адміністративно-територіальної реформи та ліквідації Сумського району(1923—2020), увійшло до складу новоутвореного Сумського району.

#### Російське вторгнення в Україну (з 2022)
27 серпня 2024 року оперативне командування “Північ” інформує про обстріли села. Зафіксовано 1 вибух, ймовірно ФПВ-дрон.
Вночі 15 травня 2025 року росіяни спрямували по селу Велика Чернеччина 19 ударних БпЛА. 7 приміщень підприємства "Андрекс" зазнали пошкоджень. Інформації про загиблих та поранених людей немає. Без роботи залишилися 120 працівників.

## Пам'ятки
- Вільшанківський заказник — ландшафтний заказник місцевого значення.

## Відомі люди
- Ірина Вертікова  — журналістка.
- Єлишевич Григорій Львович — поет, байкар.
- Литвиненко Василь Дмитрович (1895—1966) — Герой Радянського Союзу (1944).
- Семенюта Анатолій Миколайович  — поет.